# 中国统计年鉴
中国统计年鉴是国家统计局主編、中国统计出版社出版的反映中華人民共和國全國以及31個省、市、自治區以及2個特別行政區每年經濟和社會發展的統計數據年刊，內容涵蓋人口、自然資源、就業、貿易、工農業等各項統計數據，於每年9月出版。首期於1982年8月出版，其中首期列出1981年統計數據資料以及中華人民共和國建國以來的主要統計指標。

## 外部連結
- 1999至今的年鉴（页面存档备份，存于）